# ريجينا كيمارايس
ريجينا كيمارايس (بالبرتغالية: Regina Guimarães‏) هي كاتبة غنائية وكاتِبة وشاعرة برتغالية، ولدت في 4 سبتمبر 1957 في بورتو في البرتغال.